# Cryptanura armandoi
Cryptanura armandoi là một loài tò vò trong họ Ichneumonidae.